# Вільгельміна Лаґерхольм
Вільгельміна Катаріна Лаґерхольм (швед. Wilhelmina Catharina Lagerholm) (25 березня 1826 Еребру, провінція Нерке, Швеція — 19 червня 1917 Стокгольм) — шведська художниця, фахівчиня з жанрового та портретного живопису, фотографка. Членкиня Академії мистецтв з 1871 року.

## Життєпис
Вільгельміна Лагерхольм народилася в родині землеміра Нільса Лагергольма та Анни Елізабети Екман.
Вивчала мистецтво у Стокгольмі, Парижі та Дюссельдорфі і стала досвідченою портретисткою.
Вільгельміна Лагерхольм померла 19 червня 1917 року в Стокгольмі. Похована на Нікольському кладовищі в Еребру.

## Художня діяльність
З 1862 по 1871 рік працювала фотографкою у Еребру, потім переїхала в Стокгольм, де спеціалізувалася на портретному та жанровому живописі.
Після перших епізодичних вправ у живописі в Стокгольмі у Фердинанда Фагерліна, отримала стипендію та можливість подорожувати і вивчати живопис у Парижі (1856—1858) в майстернях Тома Кутюра і Жана-Батіста-Андж Тіссьє (Jean-Baptiste-Ange Tissier). В кінці стипендіальної відпустки прибула в Дюссельдорф до свого першого вчителя Фагерліна. Спочатку її привернув портретний живопис, але з часом Лагерхольм захопилася жанровими творами, особливо фігурами жінок у національних костюмах XVII століття. Її робота «Стара історія» 1876 року експонується в Національному музеї Швеції (Стокгольм).
У 1862 році Лагерхольм вирішила відійти від живопису і відкрила власну фотостудію у Еребру, де працювала фотохудожницею з 1862 по 1871 рік. У ці роки здійснила декілька поїздок в Дюссельдорф до художника-портретиста Карла Зона, а також в Париж і Копенгаген для удосконалення світлин. З часом поїздки для вивчення живопису стали частішими.
У 1871 році прагнення займатися живописом перемагає і Лагерхольм закриває фотостудію у Еребру і переїжджає в Стокгольм. Там вона надзвичайно інтенсивно і продуктивно працює як художниця портретнонр та жанрового живопису.
У Швеції її пам'ять пов'язана, як однієї з перших художниць і фотографок країни, поряд з Еммою Шенсон в Упсалі, Гільдою Селін в Мальме і Розалі Семан у Стокгольмі.

## Роботи

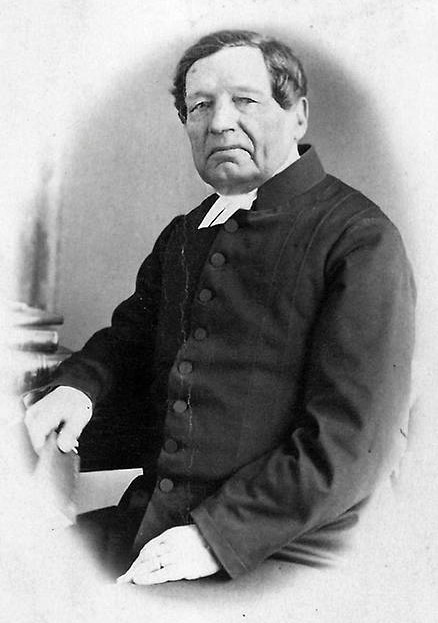
Густав Гумеліус, фотопортрет
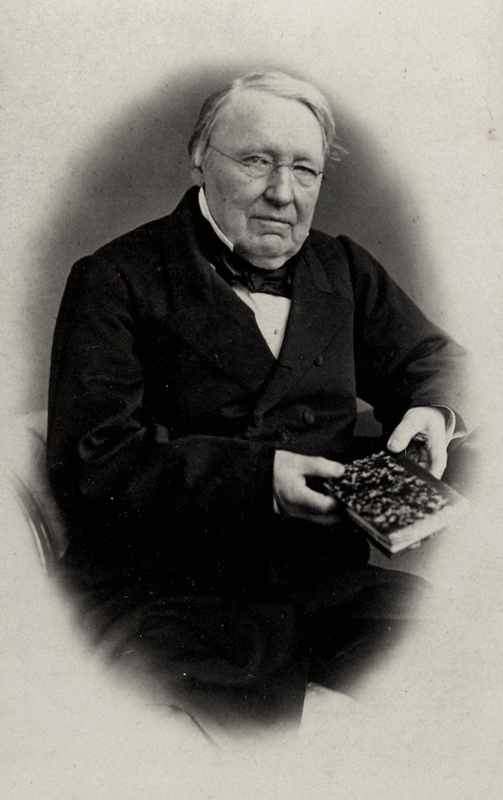
Отто Гумеліус, фотопортрет
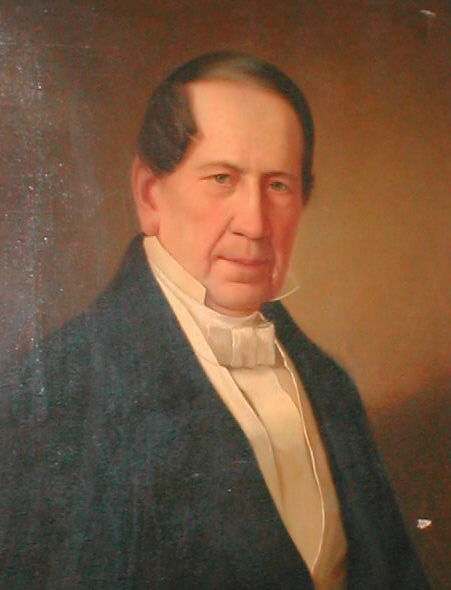
Ларс Монтін, фабрикант
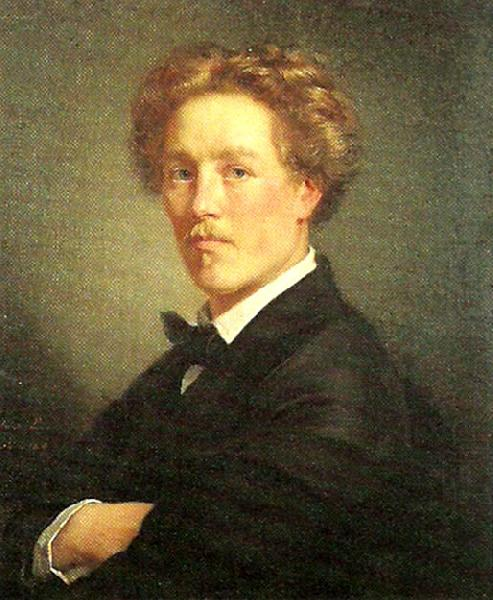
Август Мальмстрем, живописець